# Norvel Pelle
Norvel Pelle Jr (ur. 3 lutego 1993 w Saint John’s) – antiguański koszykarz, posiadający także amerykańskie i libańskie obywatelstwo, reprezentant Libanu, występujący na pozycjach silnego skrzydłowego lub środkowego.
Przez wiele lat występował w rozgrywkach letniej ligi NBA. Reprezentował kolejno Miami Heat (2016, 2017), Philadelphia 76ers (2018, 2019).
28 stycznia 2021 podpisał umowę do końca sezonu z Brooklyn Nets. 16 lutego opuścił klub. 2 dni później dołączył do Canton Charge. 25 lutego zawarł 10-dniowy kontrakt z Sacramento Kings. 27 marca powrócił po raz trzeci do Canton Charge. Zanim rozegrał w G-League swój pierwszy mecz po powrocie, 2 kwietnia zawarł 10-dniową umowę z New York Knicks. 22 kwietnia podpisał z Knicks kontrakt obowiązujący do końca sezonu. 31 lipca opuścił klub. 25 grudnia 2021 dołączył na 10 dni do Boston Celtics. 7 stycznia 2022 podpisał 10-dniowy kontrakt z Utah Jazz. Po jego wygaśnięciu opuścił klub.

## Osiągnięcia
Stan na 19 stycznia 2022, na podstawie, o ile nie zaznaczono inaczej.
Drużynowe
- Zdobywca pucharu Włoch (2018)

Indywidualne
- Zaliczony do I składu defensywnego G-League (2019)
- Uczestnik meczu gwiazd ligi tajwańskiej (2015)
- Lider:
  - G-League w skuteczności rzutów z gry (2019)
  - Ligi Mistrzów FIBA w bokach (2017)

Reprezentacja
- Uczestnik mistrzostw Azji (2017 – 6. miejsce)
- Lider mistrzostw Azji w blokach (2017 – 4)[11]